# Museum Mors
Museum Mors (tidligere Morslands Historiske Museum) er et statsanerkendt kulturhistorisk og geologisk museum med 4 afdelinger på Mors i Limfjorden. Museet har ansvar for nyere tid og geologi ansvar på Mors. Museet udstiller fossiler og fund fra øen fra oldtiden til moderne tid.
De 5 afdelinger er Dueholm Kloster, Støberimuseet, Fossil- og Molermuseet samt Morsø Lokalhistorisk Arkiv.
Museum Mors blev stiftet i 1901 af borgere i byen. Det havde i første omgang til hue i byens tekniske skole. I 1909 købte museet Dueholm Kloster, hvorefter bygningen blev istandsat og indrettet til udstilling.